# Eostaffella
Eostaffella es un género de foraminífero bentónico de la subfamilia Pseudostaffellinae, de la familia Ozawainellidae, de la superfamilia Fusulinoidea, del suborden Fusulinina y del orden Fusulinida. Su especie tipo es Staffella (Eostaffella) parastruvei. Su rango cronoestratigráfico abarca desde el Viseense (Carbonífero inferior) hasta el Moscoviense (Carbonífero superior).

## Discusión
Clasificaciones más recientes incluyen Eostaffella en la subfamilia Eostaffellinae, de la familia Eostaffellidae, de la superfamilia Ozawainelloidea, y en la subclase Fusulinana de la clase Fusulinata. Clasificaciones más recientes incluyen Eostaffella en la familia Pseudostaffellidae.

## Clasificación
Se han descrito numerosas especies de Eostaffella. Entre las especies más interesantes o más conocidas destacan:
- Eostaffella parastruvei

Un listado completo de las especies descritas en el género Eostaffella puede verse en el siguiente anexo.
En Eostaffella se han considerado los siguientes subgéneros:
- Eostaffella (Acutella), también considerado como género Acutella, pero considerado nomen nudum
- Eostaffella (Eoplectostaffella), también considerado como género Eoplectostaffella
- Eostaffella (Eostaffellina), también considerado como género Eostaffellina
- Eostaffella (Ikensieformis), también considerado como género Ikensieformis
- Eostaffella (Millerella), aceptado como género Millerella
- Eostaffella (Paramillerella), aceptado como género Paramillerella
- Eostaffella (Plectostaffella), también considerado como género Plectostaffella y aceptado como Pseudostaffella
- Eostaffella (Seminovella), aceptado como género Seminovella